# Dietmar Huhn
Dietmar Hartmut Huhn (* 31. srpen 1944, Tanneberg, Sasko, Německo) je německý herec.

## Život
Narodil se na konci druhé světové války v Sasku, jeho rodina byla v péči Červeného kříže. Má šest sester a bratra. Má dvojče Dagmar a oba jsou nejmladší z osmi sourozenců.
V mládí začínal jako herec v dělnickém divadle. V roce 1970 ukončil studium herectví v Lipsku a léta patřil k hvězdám berlínského divadla Volksbühne a Státního divadla v Chemnitzu. Řadí se k největším osobnostem německé divadelní scény a má na kontě dlouhý seznam rolí v představeních všech žánrů včetně komedie. Od roku 1991 také spolupracuje s televizí. V letech 1996–2011 hrál v německém seriálu Kobra 11 policistu Horsta Hotteho Herzbergera. V letech 2001–2002 hrál i v seriálu Kobra 11: Nasazení týmu 2.
Léta se věnuje vodním sportům, většinu volného času u kormidla své lodi. Rád si zaplachtí, jezdí i na motorovém člunu. Má ovšem i zcela odlišnou zálibu: na hrnčířském kruhu vlastnoručně vyrábí uměleckou keramiku. Věnuje se malířství, sochařství a píše básně a příběhy.

## Osobní informace
Měří 180 cm, má prošedivělé vlasy a hnědé oči. Mluví německy, anglicky, francouzsky, rusky a sasky. Je ženatý a s manželkou Kristel, která je úspěšná módní návrhářka, mají tři děti – Katju, Borise a Francisku. Je i dědečkem - má jednoho vnuka, který však žije u otce ve Švýcarsku.

## Filmografie
- 1988: Bei Neuhaus zu Haus
- 1989: Schwein gehabt
- 1990: Flugstaffel Meinecke
- 1990: Schauspielereien (epizoda: Unverhofft kommt oft)
- 1990: Wie ein Vogel im Schwarm
- 1991: Ein kleiner Knall am Nachmittag
- 1993: Schwarz Rot Gold (epizoda: Der Rubel rollt)
- 1992–1993: Unser Lehrer Doktor Specht
- 1992: Der Landarzt
- 1994: Liebling Kreuzberg (epizoda: Rote Ohren)
- 1994: Abschied von Agnes
- 1995: Der Trinker
- 1995: Polizeiruf 110 (epizoda: Grawes letzter Fall)
- 1996: Der Landarzt (epizoda: Ansteckungsgefahr)
- 1996: Praxis Bülowbogen (epizoda: Topfit)
- 1996: SK Babies (epizoda: Countdown)
- 1996–2011 Kobra 11
- 1997: Místo činu (Tatort)
- 1997: Wilde Zeiten
- 1997: Der Prinzgemahl
- 1999: In aller Freundschaft (epizoda: Entscheidung aus Liebe)
- 1999: Helden wie wir
- 2000: Všechny děti chtějí lásku (Alle Kinder brauchen Liebe)
- 2001-2002 Kobra 11: Nasazení týmu 2
- 2002: Das Duo (epizoda: Im falschen Leben)
- 2002: Specialisté na vraždy (Die Cleveren (epizoda: Im Namen der Liebe))
- 2003: Ahoj Robbie! (Hallo Robbie! (epizoda: Rettung unter Wasser))
- 2003: Der letzte Zeuge (epizoda: Der Preis der Wahrheit)
- 2006: Rudý kakadu (Der rote Kakadu)
- 2006: Löwenzahn (epizoda: Wildschweine – Auf Fährtensuche im Wald)
- 2008: Pobřežní stráž (Küstenwache (epizoda: Das Spiel beginnt))
- 2009: SOKO Leipzig (epizoda: Pest und Cholera)
- 2010: SOKO Wismar (epizoda: Bankgeheimnis)
- 2011: Polizeiruf 110 (epizoda: Die verlorene Tochter)
- 2012: Wege zum Glück – Spuren im Sand

## Divadlo
- divadlo Volksbühne v Berlíně
- Státního divadlo v Chemnitzu